# Ridderorden in Bahawalpur
Het Brits-Indische vorstendom Bahawalpur kende vier ridderorden.
- De Orde van Abassia
- De Orde van Haroonia
- De Orde van Satlej
- De Orde van de Hoveling

Ridderorden in Bahawalpur ·
Ridderorde in Patiala ·
Ridderorde in Baroda · 
Ridderorde in Bharatpur ·
Ridderorde in Bikaner  · 
Ridderorde in Drangadhra ·
Ridderorde in Holkar ·
Ridderorde in Indore · 
Ridderorde in Jaipur ·
Ridderorden in Kapurthala · 
Ridderorde in Mysore ·
Ridderorde in Nawanagar

Zie ook: Ridderorden in Brits-Indië